# Painho-de-barriga-preta
O painho-de-barriga-preta (Fregetta tropica) é uma espécie de ave marinha da família Oceanitidae.
Pode ser encontrada nos seguintes países: Antárctica, Argentina, Austrália, Bouvet, Brasil, Chile, Ilhas Malvinas, Polinésia Francesa, Madagáscar, Moçambique, Nova Zelândia, Omã, Peru, Santa Helena (território), São Tomé e Príncipe, Ilhas Salomão, África do Sul, Geórgia do Sul e Ilhas Sandwich do Sul, Uruguai e Vanuatu.

## Subespécies
São reconhecidas duas subespécies:
- Fregetta tropica tropica (Gould, 1844): Circumpolar, encontrado do arquipélago Scotia através do Oceano Índico até as Ilhas Antípodes.
- Fregetta tropica melanoleuca (Salvador, 1908): Ilhas Tristão da Cunha e Gough.